# Yeloje Patera
La Yeloje Patera è una struttura geologica della superficie di Io.